# ریگنروت
ریگنروت (به آلمانی: Riegenroth) یک شهر در آلمان است که در راین-هونسروک واقع شده‌است. ریگنروت ۲۰۰ نفر جمعیت دارد.